# Albert Colombet
 (août 2018).
Si vous disposez d'ouvrages ou d'articles de référence ou si vous connaissez des sites web de qualité traitant du thème abordé ici, merci de compléter l'article en donnant les références utiles à sa vérifiabilité et en les liant à la section « Notes et références ».
Pour les articles homonymes, voir Colombet.
Albert Colombet, né le 10 novembre 1910 à Dijon où il est décédé le 6 octobre 1986, est un magistrat et érudit bourguignon, œuvrant dans plusieurs domaines, tels que l'histoire, l'archéologie, la mythologie et le folklore. Il fut entre autres président de l'Association Bourguignonne des Sociétés Savantes, président d'honneur de l'Académie de Dijon et le fondateur en 1953 de la revue trimestrielle Pays de Bourgogne toujours active ainsi que des éditions de L'Arche d'Or.

## Biographie
Docteur en droit et licencié en philosophie (il fut notamment l'élève de Gaston Bachelard), il eut une carrière de magistrat ; mais se fit connaître pour sa passion pour l'histoire de la Bourgogne et ses traditions. 
Il fut élu à l'Académie des sciences, arts et belles-lettres de Dijon à l'âge de 27 ans et assuma les fonctions de bibliothécaire tout en gérant les collections de la Commission des antiquités qui l'avait élu membre associé le 23 mars 1938. Il fut élu membre titulaire le 17 janvier 1942.  Il en fût par la suite président d'honneur.
Il fut, par ailleurs le secrétaire de l'Association Bourguignonne des Sociétés Savantes (ABSS).
Il fonda la revue Pays de Bourgogne et l'anima pendant 33 ans, de la fondation de cette publication trimestrielle en 1953 jusqu'à sa mort .
Il s'est investi particulièrement dans la fondation du Musée de la vie bourguignonne de Dijon, collectant à son profit quelque 800 objets divers figurant dans ses collections. Le musée dirigé par Madeleine Blondel est un « musée ethnologique bourguignon » hébergé dans le monastère des Bernardines et est associé au musée d'art sacré de Dijon de l'église Sainte-Anne de Dijon.
On lui doit également une dizaine de livres consacrés à la Bourgogne et de nombreuses monographies d'ordre historique, archéologique et ethnologique.  
Il est inhumé au cimetière de Beaunotte, dans le Châtillonnais en Côte-d'Or. Sur sa tombe repose une pierre percée, qu'il aimait tant, comme il l'avait stipulé dans son testament. 
L'une des voies publiques de Dijon porte son nom : l'allée Albert Colombet, à proximité du lac Kir.
Parmi les hommages qui lui ont été rendus, signalons le numéro spécial de la revue "Pays de Bourgogne" n°137-138. 1er semestre 1987. 52 pages lui sont consacrées avec 20 contributions dont celles de Robert Poujade, Jean-François Bazin, Maurice Chabeuf, Pierre Camp, Lucien Boitouzet, Reynald de Simony, Henri Fromage, Jean Richard, Jean-Marie Leneuf, Jean-Christophe Demard, Pierre Haase, Jean Bart, Claude Mettra… Rédaction en chef d'Hervé-Olivier Colombet et Henri Charrier. La direction de la revue a été reprise par son fils aîné, Christian Colombet.

## Publications
- « Les divinités aux oiseaux en Gaule et le dieux aux colombes d'Alésia », dans Revue Archéologique, 6e série, tome 29/30, 1948, p. 224-240 Aperçu en ligne.
- À la recherche d'Alesia, Alaise ou Alise ? Une étude critique et une mise au point des problèmes qui se posent à propos de l'identification d'Alesia. Avec une préface de M. Jules Toutain, Dijon, Compagnie de l'Arche d'or, 1952.
- Saint Bernard dans les traditions populaires de la Bourgogne, Dijon, L'Arche d'or, 1955.
- Le folkore de la vigne et du vin en Côte-d'Or, revue des arts et traditions populaires, avril 1965. P.U.F
- Bourgogne et Morvan, Paris-Grenoble, Arthaud (collection « Les Beaux pays »), , 1969 et 1975. Prix littéraire 1970 de la Confrérie des chevaliers du Tastevin.
- L'Artisanat en Bourgogne, Éditions Mars et Mercure, 1976.
- « Les domaines ruraux de l'abbaye de La Bussière du 12e au 19e siècle. Histoire et archéologie », dans Mémoires de la Commission des Antiquités du Département de la Côte-d'Or, vol. 30, 1976/1977, p. 279-309.
- Coutumes et traditions du Val de Vergy, Association des amis de Vergy, 1979.
- Saint-Thibault-en-Auxois, Dijon, L'Arche d'Or, 1982.
- Le Palais de justice de Dijon : ancien parlement de Bourgogne, Dijon, L'Arche d'Or, 1982.
- Gemeaux, Dijon, L'Arche d'Or, 1985.
- La Côte-d'Or mythologique : légendes, êtres fabuleux, grottes et rochers, croyances, Dijon, L'Arche d'Or, 1985.
- Bourgogne, multiples richesses, Paris, France-Empire (collection « Histoire et Terroirs »), 1985.